# Dyspensacjonalizm
Dyspensacjonalizm (ang. dispensationalism z łac. dispensio 'zwolnienie') – protestancki system teologiczny, usystematyzowany przez Johna Nelsona Darby'ego. Według dyspensacjonalizmu należy ciągle dosłownie interpretować Pismo Święte (w szczególności proroctwa) oraz odróżniać Izrael (w rozumieniu ludu Bożego) od Kościoła, który nie ma udziału w Bożym przymierzu z Abrahamem, Dawidem i Izraelem.
Dyspensacjonaliści sądzą, że Biblia (i dzieje człowieka) została podzielona na siedem dyspensacji:
1. Niewinność (Rdz 1,1 – 3,7);
2. Świadomość (Rdz 3,8 – 8,22);
3. Rządy ludzkie (Rdz 9,1 – 11,32);
4. Obietnica (Rdz 12,1 – Wj 19,25);
5. Prawo (Wj 20,1 – Dz 2,4);
6. Łaska (Dz 2,4 – Ap 20,3);
7. Tysiącletnie Królestwo (Ap 20,4 – 20,6).